# پاتریک سنگ
پاتریک سنگ (انگلیسی: Patrick Sang؛ زادهٔ ۱۱ آوریل ۱۹۶۴) ورزشکار دو و میدانی اهل کنیا است.